# Остерстрек
Остерстрек (нід. Oosterstreek) — село в нідерландській провінції Фрисландія. Входить до муніципалітету Вестстеллінгверф.
Його площа становить 4,47км², а населення станом на 2021 рік складало 545 осіб.
Перша згадка про населений пункт датується 1974 роком.